# Демократическое правительство Албании
Демократи́ческое прави́тельство Алба́нии (алб. Qeveria Demokratike e Shqipërisë, также Пе́рвое прави́тельство Хо́джи, алб. Qeveria e Parë e Enver Hoxhës) — возглавляемое Энвером Ходжей временное правительство Албании, образованное 20 октября 1944 года согласно постановлению конгресса в Пермети. Функционировало до провозглашения Народной республики Албания.

## История
7 апреля 1939 года итальянские войска оккупировали Албанское королевство. Слабая албанская армия не смогла оказать существенного сопротивления захватчикам и была разоружена, а король страны Ахмет Зогу уже 9 апреля бежал в соседнюю Грецию. Итальянцы дали Албании статус своего протектората, который впоследствии должен был быть ассимилирован, 16 апреля 1939 года королём Албании формально стал итальянский король Виктор Эммануил III. Реальное управление осуществляли итальянский губернатор и албанское гражданское правительство. Албанская армия стала частью итальянской.
Новые власти сразу приступили к фашизации страны. 2 июня 1939 года было объявлено о создании  
Албанской фашистской партии, секретарь которой Тефик Мборья вошёл в состав национального совета Итальянской фашистской 
партии. Учащаяся молодежь была включена в систему «Балилла», объединявшую всех детей и молодежь от 8 до 16 лет. Развернули свою деятельность в Албании такие итальянские фашистские организации, как «Дополаворо» и «Данте Алигьери», монополизировавшие культурно-просветительную работу среди рабочих и служащих. В рамках итальянской Академии наук сформировался Институт албанологических исследований, из 33 мест в штате которого 15 занимали итальянцы.
В период оккупации Италия полностью контролировала внешнюю политику, внешнюю торговлю и природные ресурсы Албании. Так, монополией на использование албанской нефти обладала итальянская государственная нефтяная компания Agip
Первые албанские партизанские отряды начали формироваться во время войны фашистской Италии с Грецией в ноябре 1940 года из дезертировавших солдат и бойцов Интернациональных бригад, имевших опыт войны в Испании и желающих продолжить борьбу с фашизмом, один из таких отрядов возглавлял видный коммунист Мехмет Шеху, впоследствии сыгравший важную роль в разгроме оккупационных сил. В ряде городов прошли антифашистские демонстрации, организованные коммунистами, однако из-за борьбы между «корчаской» и «шкодринской» группами те не могли консолидировать силы и действовали неорганизованно, из-за чего не добились никакого успеха.
Значительное увеличение территории марионеточной Албании после разгрома Греции и расчленения Югославии союзником итальянцев — Третьим Рейхом — не смогло остановить роста антифашистских и национально-освободительных настроений и, как следствие, объединение раннее разрозненных очагов сопротивления. Особенно этот процесс ускорился после начала 22 июня 1941 года нападения Германии на Советский Союз и всеобщего антифашистского восстания в соседней Югославии. Исполком Коминтерна возложил на КПЮ задачу — разрешить многочисленные противоречия между албанскими коммунистами и добиться их объединения в единую партию. В Албанию были направленны эмиссары КПЮ Миладин Попович (который был по пути в страну арестован итальянцами и отправлен ими в концлагерь) и Душан Мугош, второй из которых 11—12 октября встретился в Витомирице (около Печа) с членами трёх коммунистических групп, которые согласились объединиться. Днём 8 ноября в здании кафе «Флора» в Тиране между их руководителями была достигнута окончательная договорённость и ночью того же дня в доме Хасана Курдари на окраине города произошло организационное собрание, принявшее решение об учреждении Коммунистической партии Албании. Политическая программа партии включала в себя задачи по организации в Албании антифашистского восстания, освобождения страны и создания демократического правительства. Новую партию возглавили компромиссные кандидаты — Энвер Ходжа, Кочи Дзодзе, Кемаль Стафа.
С весны 1942 года КПА встала во главе партизанского движения, началось формирование 10 новых партизанских отрядов численностью от 20 до 50 человек каждый. В мае итальянские агенты убили Кемаля Стафа, а в июле в ходе столкновений с итальянскими войсками в Шкодере погибли 3 албанских коммуниста. Патриоты разрушали коммуникации, взрывали склады вооружения и электростанции, саботировали добычу нефти, срывая тем самым поставки горючего итальянской армии. Попытки коллаборационистских проитальянских властей Албании во главе с Мустафой Круи бороться с ними путём усиления великоалбанской пропаганды не дали результата, а силы жандармерии не были надёжными. Более того, албанские националисты начали постепенно сближаться с КПА — так, 16 сентября 1942 года в деревне Большая Пеза состоялась конференция, в которой приняли участие делегаты, «представлявшие все тенденции албанского национализма, коммунистической партии, националистической молодежи, коммунистической и женской народной молодежи». Большое значение имело решение конференции о создании национально-освободительных советов, которым в ходе борьбы предстояло преобразоваться в органы народной власти. Возглавил их единый Национально-освободительный фронт (НОФ).
Образование Национально-освободительного фронта окончательно убедило оккупантов в бесперспективности усилий по «успокоению» албанского тыла. Правительство Круи перешло к открытым репрессиям. Известно его распоряжение префектам, в котором содержался призыв к расправам над партизанами на месте, ибо «является совершенно ненужным заполнять тюрьмы и тем самым задавать лишнюю работу судьям, загружая их делами преступных элементов, место которых на веревке». Итальянский генерал Дзаннини провёл первую крупную карательную операцию с участием около б тыс. албанских милиционеров и итальянских солдат, поддержанных танками и авиацией. Хотя партизанам удалось отступить в горы с незначительными потерями, каратели подвергли местное население жестоким расправам — жгли дома, грабили имущество, насиловали женщин.
28 ноября 1942 года, в день 30-ти летия независимости Албании, Национально-освободительный фронт и Коммунистическая партия подняли всеобщее восстание против оккупантов и их сторонников. К концу года не только была восстановлена свободная зона в Пезе, разгромленная карателями Дзаннини, но и отвоеваны у врага новые территории, главным образом, в горных районах.
С зимы 1943 года начало налаживаться взаимодействие между партизанскими силами Албании, Югославии и Греции. На партийной конференции КПА 17—22 марта того же года Энвер Ходжа, получивший поддержку югославских эмиссаров, выдвинулся на лидирующие позиции в партии и партизанском движении в целом. 4 июля в Лябиноти состоялось заседание Генсовета НОФ, на котором было принято решение об организации генштаба Национально-освободительной армии Албании, политическим комиссаром которой стал Ходжа. На юге страны итальянские оккупационные силы терпели поражения, постепенно утрачивая контроль над территориями.

Флаг Национально-освободительного фронта Албании, который использовался также партизанскими соединениями НОАА

5 июля произошло первое столкновение партизан с немецкими оккупантами. На дороге Эрсека—Лесковик партизаны из засады обстреляли немецкую колонну, перебазировавшуюся из Македонии в Грецию. Вступив в бой с партизанами, автоколонна была вынуждена задержаться почти на сутки. В отместку гитлеровцы сожгли дотла деревню Борову и почти полностью уничтожили ее население. 
3 сентября, после захвата Союзниками Сицилии и ареста Бенито Муссолини, Италия капитулировала. 270 тыс. итальянских солдат, находившихся в Далмации, Черногории и Албании, по условиям акта о капитуляции должны были сложить оружие, однако генерал Далмаццо отдал приказ сдаваться только немецким войскам, которые незадолго до того вошли на территорию страны. Немцы начали массово разоружать итальянцев и объявили, что намереваются «восстановить суверенитет Албании, попранный итальянцами». Игры в  
восстановление независимости начались с отмены «личной унии» 1939 года и создания Комитета по провозглашению независимости Албании. По инициативе этого комитета было созвано некое подобие учредительного собрания, которое избрало регентский совет во главе с видным деятелем национального движения Мехди Фрашери, не скомпрометировавшим себя сотрудничеством с итальянцами. Премьер-министром прогерманского марионеточного правительства стал богатый косовский помещик Реджеп Митровица, опиравшийся на поддержку вооруженных отрядов Северной Албании и Косово. Антисербские и антигреческие лозунги, антикоммунистическая риторика составляли пропагандистский арсенал нового кабинета. Репрессии против мирного населения стали обыденным 
явлением. Оккупанты установили режим чрезвычайного положения и пригрозили, что за каждого убитого или раненого германского военного будет повешено без суда и следствия 10 албанцев. 
К началу зимы 1943/1944 года партизанская армия выбила оккупантов из многих городов и районов Центральной и Южной Албании. Вооруженные силы НОФ насчитывали в тот период около 20 тыс. бойцов. Однако оккупанты в ноябре 1943 года начали крупное наступление на свободные зоны. Командование Вермахта ставило своей задачей обеспечение широкого коридора для прохода своих войск из Греции в Центральную Европу через Албанию и Югославию при одновременной ликвидации движения Сопротивления в этих странах. В результате блокады генштаба НОАА в горном районе Черменики (на северо-востоке от Эльбасана) оказались надолго прерванными его связи с региональными партизанскими силами. В результате нелётной погоды, стоявшей весь ноябрь, прекратились союзные поставки вооружения и боеприпасов. В начале января 1944 года немецкие оккупанты предприняли новое общее наступление против партизанских сил на юге и в центре страны. На сравнительно небольшой территории между Корчей и Бератом развернулись напряженные бои. Несмотря на получение подкреплений из Греции, немцам не удалось занять Пермет — важный стратегический пункт в системе обороны освобожденных зон. В результате ответного контрнаступления, 1-я партизанская дивизия под командованием Мехмета Шеху смогла деблокировать штаб НОАА и отбросить немецко-коллаборационистские силы.

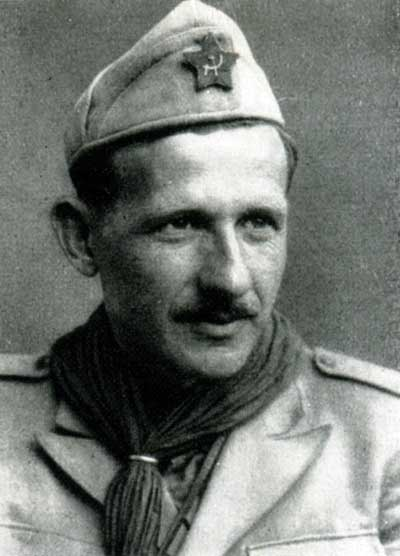
Мехмет Шеху в 1944 году

К весне 1944 года в Албании действовали четыре окружных Национально-освободительных совета, осуществлявших административные функции в освобожденных городах и деревнях префектур Гирокастры, Влёры, Берата и Корчи. Они заменили старый административный аппарат префектур, супрефектур, деревенских коммун. Им подчинялись отряды охраны порядка — партизанская стража и областные гарнизоны, формировавшиеся с августа 1943 года по решению генштаба НОАА. Таким образом, в руках Советов концентрировалась вся гражданская и военная власть. Встал вопрос о формировании центрального правительства Албании.
Свои интересы преследовала Великобритания, ориентировавшаяся на беглого короля Ахмета Зогу. С конца 1943 года в Лондоне началась разработка планов создания албанского эмигрантского правительства. Речь шла и о реставрации монархии, и о создании республики. Однако все эти планы разбивались о невозможность найти лидера, который устроил бы все антифашистские силы — Зогу был неприемлем для партизан-коммунистов, а Фан Ноли, которому также предложили возглавить новое правительство, выступил против иностранного вмешательства в дела страны. В этой ситуации, коммунисты перехватили инициативу у англичан.
24 мая 1944 года в освобожденном городе Пермети собрался 1-й Антифашистский национально-освободительный конгресс, сформировавший центральный представительный орган с функциями временного правительства. Делегаты на конгресс избирались на народных собраниях открытым голосованием, т.е. по сути дела выдвигались в освобожденных районах публично, в оккупированных — в условиях подполья. Несмотря на все процедурные изъяны, продиктованные условиями военного времени, это был первый действительно представительный форум, собравший около 200 человек. 
В обширном докладе, представленном Э. Ходжей от имени генсовета и генштаба НОАА и озаглавленном «О развитии национально-освободительной борьбы албанского народа в связи с международными событиями», содержались характеристики ряда моментов внутреннего порядка. В частности, в нём подчеркивалась отличительная особенность албанского освободительного движения в годы Второй мировой войны от прежних  
восстаний: его возглавила КПА, сумевшая стать выразителем общенародных чаяний, а Национально-освободительные советы превратились в зародыши народной власти. Что касается социальных задач движения, то они формулировались в общей форме как «завоевание подлинной свободы и демократии для всех общественных слоев». 
Конгресс принял решение об избрании Антифашистского национально-освободительного совета (АНОС) как верховного законодательного и исполнительного органа, представляющего суверенную власть албанского народа и государства, функции которого в перерывах между сессиями осуществлялись президиумом. Председателем совета стал Омер Нишани, заместителями — бекташ Баба Файя Мартанеши, коммунист Кочи Дзодзе, беспартийный Хасан Пуло, секретарями — коммунисты Кочи Ташко и Сами Бахолы, Подавляющее число членов (2/3) составляли также коммунисты. Совету предоставлялось полномочное право образовать Антифашистский национально-освободительный комитет (АНОК). Последний обладал всеми атрибутами временного правительства: председатель Э. Ходжа, заместитель Мюслим Пеза, члены, т.е. министры, Хаджи Леши (внутренние дела), Омер Нишани (иностранные дела), Маноль Кономи (юстиция), Медар Штюла (экономика), Рамадан Читаку (финансы), Спиро Колека (общественные работы), Юмер Дишница (здравоохранение), Сейфула Малешова (просвещение), Бедри Спахиу (восстановительные работы). Все министры являлись коммунистами или сочувствовали им. 
Конгресс постановил «не признавать никакого другого правительства, которое может быть сформировано внутри Албании или за ее пределами против свободно выраженной воли албанского народа, представляемой только Антифашистским национально-освободительным советом». В принятой конгрессом декларации провозглашалась следующая цель: «Построить новую народно-демократическую Албанию согласно воле народа, которую он сегодня торжественно выразил созданием Антифашистского национально-освободительного совета (АНОС), являющегося подлинно народной властью, вышедшей из национально-освободительной борьбы албанского народа». Монархический строй не ликвидировался, но и в самой декларации, и в специальном постановлении, бывшему королю Зогу категорически запрещался въезд в страну, хотя и признавалось, что «вопрос о нем и о форме правления будет решен народом после освобождения».

Флаг Демократического правительства Албании

20 октября на 2-м собрании Антифашистского национально-освободительного совета произошло преобразование Антифашистского национально-освободительного комитета в Демократическое правительство. Оно обнародовало свою программу, ближайшей задачей которой ставилось полное освобождение страны. После окончания войны избранное всеобщим тайным голосованием Учредительное собрание должно будет «определить форму государственного устройства и выработать конституцию албанского государства». В программу закладывалось положение об обязательном пересмотре всех политических, военных и экономических соглашений, заключенных во время зогистского режима и аннулирование тех, которые «наносили ущерб албанскому народу и государству». Подтверждая приверженность демократическим ценностям, правительство обращалось к великим державам с просьбой признать его.
Немногим больше, чем через месяц после образования Демократического правительства его власть  
утвердилась по всей стране. 17 ноября 1944 года была освобождена Тирана. 29 ноября войска немецко-фашистских оккупантов и их албанские приспешники покинули Шкодру — последний опорный пункт в Северной Албании. Таким образом, Албания стала второй страной (после Югославии), которая изгнала со своей территории оккупантов преимущественно собственными силами.
Правительство начало принимать меры для восстановления экономики. Уже 15 декабря был введён государственный контроль на немногих существовавших промышленных предприятиях. Была национализирована собственность немецких и итальянских организаций, а также лиц, сотрудничавших с оккупантами. 13 января 1945 года был создан Государственный банк Албании. Более половины государственного бюджета 1945 года ушло на восстановительные работы, а 29 августа началась аграрная реформа. Все эти меры позволили укрепить поддержку правительства и обеспечить безоговорочную победу КПА на первых послевоенных выборах.
После провозглашения Народной республики Албания, Демократическое правительство было преобразовано в Совет министров НРА, во главе которого до 1954 года оставался Энвер Ходжа.

## Состав
| Демократическое правительство Албании (Первое правительство под председательством Энвера Ходжа) | Демократическое правительство Албании (Первое правительство под председательством Энвера Ходжа) | Демократическое правительство Албании (Первое правительство под председательством Энвера Ходжа) | Демократическое правительство Албании (Первое правительство под председательством Энвера Ходжа) | Демократическое правительство Албании (Первое правительство под председательством Энвера Ходжа) | Демократическое правительство Албании (Первое правительство под председательством Энвера Ходжа) |
| Должность                                                                                       | Портрет                                                                                         | Министр                                                                                         | Партия                                                                                          | Партия                                                                                          | Срок пребывания в должности                                                                     |
| ----------------------------------------------------------------------------------------------- | ----------------------------------------------------------------------------------------------- | ----------------------------------------------------------------------------------------------- | ----------------------------------------------------------------------------------------------- | ----------------------------------------------------------------------------------------------- | ----------------------------------------------------------------------------------------------- |
| Председатель                                                                                    |                                                                                                 | Энвер Ходжа                                                                                     |                                                                                                 | Коммунистическая партия Албании                                                                 | 20 октября 1944 года — 10 января 1946 года                                                      |
| Первый заместитель Председателя                                                                 |                                                                                                 | Кочи Дзодзе                                                                                     |                                                                                                 | Коммунистическая партия Албании                                                                 | 20 октября 1944 года — 10 января 1946 года                                                      |
| Министр иностранных дел                                                                         |                                                                                                 | Энвер Ходжа                                                                                     |                                                                                                 | Коммунистическая партия Албании                                                                 | 20 октября 1944 года — 10 января 1946 года                                                      |
| Министр внутренних дел                                                                          |                                                                                                 | Кочи Дзодзе                                                                                     |                                                                                                 | Коммунистическая партия Албании                                                                 | 20 октября 1944 года — 10 января 1946 года                                                      |
| Министр национальной обороны                                                                    |                                                                                                 | Энвер Ходжа                                                                                     |                                                                                                 | Коммунистическая партия Албании                                                                 | 20 октября 1944 года — 10 января 1946 года                                                      |
| Председатель Комитета по аудиту                                                                 |                                                                                                 | Кочи Дзодзе                                                                                     |                                                                                                 | Коммунистическая партия Албании                                                                 | 20 октября 1944 года — 10 января 1946 года                                                      |
| Министр юстиции                                                                                 |                                                                                                 | Маноль Кономи                                                                                   |                                                                                                 | Коммунистическая партия Албании                                                                 | 20 октября 1944 года — 10 января 1946 года                                                      |
| Министр финансов                                                                                |                                                                                                 | Рамадан Читаку                                                                                  |                                                                                                 | Коммунистическая партия Албании                                                                 | 20 октября 1944 года — 10 января 1946 года                                                      |
| Министр экономики                                                                               |                                                                                                 | Нако Спиру                                                                                      |                                                                                                 | Коммунистическая партия Албании                                                                 | 20 октября 1944 года — 10 января 1946 года                                                      |
| Министр здравоохранения                                                                         |                                                                                                 | Медар Штюла                                                                                     |                                                                                                 | Коммунистическая партия Албании                                                                 | 20 октября 1944 года — 10 января 1946 года                                                      |
| Министр сельского хозяйства                                                                     |                                                                                                 | Кочо Ташко                                                                                      |                                                                                                 | Коммунистическая партия Албании                                                                 | 20 октября 1944 года — 10 января 1946 года                                                      |
| Министр образования                                                                             |                                                                                                 | Сейфула Малешова                                                                                |                                                                                                 | Коммунистическая партия Албании                                                                 | 20 октября 1944 года — 10 января 1946 года                                                      |
| Министр торговли                                                                                |                                                                                                 | Гого Нуши                                                                                       |                                                                                                 | Коммунистическая партия Албании                                                                 | 20 октября 1944 года — 10 января 1946 года                                                      |
| Министр без портфеля                                                                            |                                                                                                 | Тук Якова                                                                                       |                                                                                                 | Коммунистическая партия Албании                                                                 | 20 октября 1944 года — 10 января 1946 года                                                      |
| Министр без портфеля                                                                            |                                                                                                 | Хаджи Леши                                                                                      |                                                                                                 | Коммунистическая партия Албании                                                                 | 20 октября 1944 года — 10 января 1946 года                                                      |
| Министр без портфеля                                                                            |                                                                                                 | Нести Керенджи                                                                                  |                                                                                                 | Коммунистическая партия Албании                                                                 | 20 октября 1944 года — 10 января 1946 года                                                      |
| Министр без портфеля                                                                            |                                                                                                 | Панди Кристо                                                                                    |                                                                                                 | Коммунистическая партия Албании                                                                 | 20 октября 1944 года — 10 января 1946 года                                                      |